# Wendelinuskapelle (Koblenz)

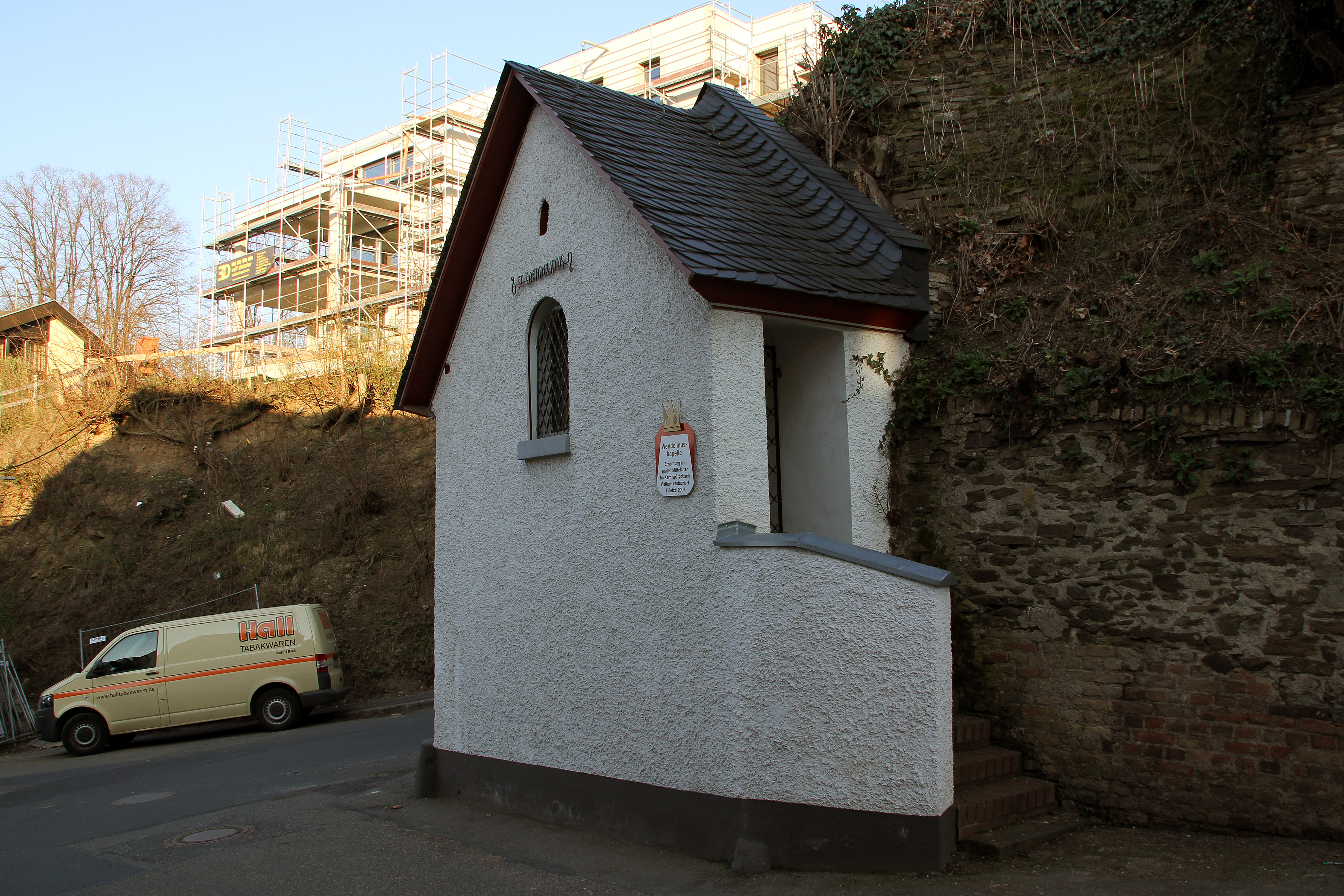
Die Wendelinuskapelle in Koblenz-Pfaffendorf

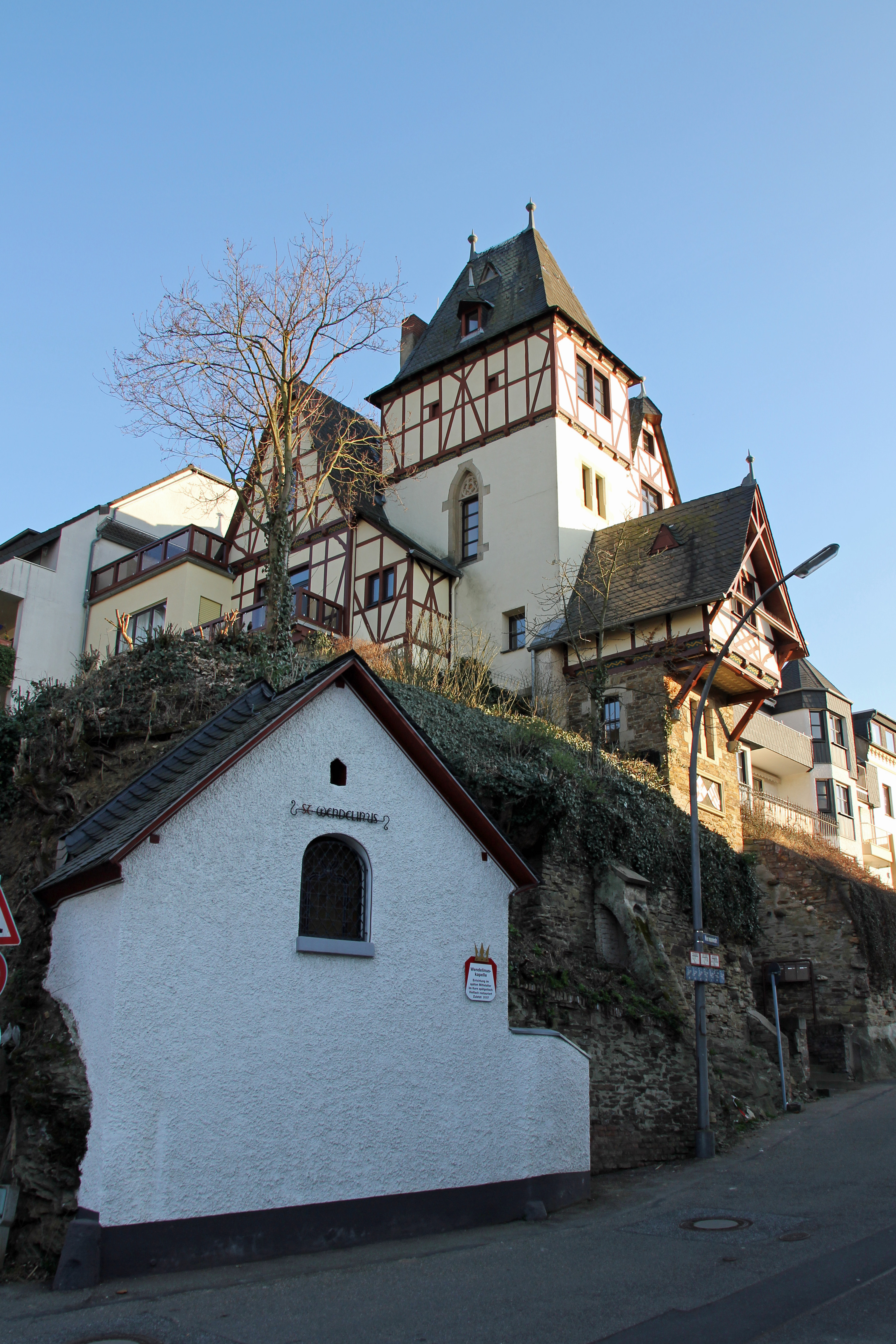
Die Wendelinuskapelle, im Hintergrund das Haus Cuno

Die Wendelinuskapelle ist eine katholische Kapelle in Koblenz. Die Kapelle, deren Erbauung nicht datiert werden kann, liegt im Stadtteil Pfaffendorf unterhalb des Hauses Cuno und ist ein Zeugnis der Volksfrömmigkeit. Sie trägt das Patrozinium des heiligen Wendelin.

## Geschichte
Die Kapelle wurde im Hang oberhalb des Dorfes Pfaffendorf am Zusammentreffen alter Feldwege vor einem Felssporn errichtet. Die genaue Erbauungszeit ist nicht bekannt, sie steht aber im Zusammenhang mit der Volksfrömmigkeit der Bewohner von Pfaffendorf, sie steht in unmittelbarer Nähe zur Katholischen Kirche St. Peter und Paul in Pfaffendorf. Erstmals tauchte die Kapelle auf Landschaftsdarstellungen im 19. Jahrhundert auf. Sie wurde mehrfach wiederhergestellt, zuletzt im Jahr 2007.

## Bau
Die Wendelinuskapelle ist ein kleiner schmaler Kapellenbau mit einem Giebeldach. Über eine kurze Freitreppe gelangt man von rechts in den Innenraum. Hier steht auf der dem Fels zugewandten Seite eine moderne Figur des heiligen Wendelin.

## Denkmalschutz
Die Wendelinuskapelle ist ein geschütztes Kulturdenkmal nach dem Denkmalschutzgesetz (DSchG) und in der Denkmalliste des Landes Rheinland-Pfalz eingetragen. Sie liegt in Koblenz-Pfaffendorf in der Hermannstraße/Ecke Ellingshohl.
Seit 2002 ist die Wendelinuskapelle Teil des UNESCO-Welterbes Oberes Mittelrheintal.